# Довгалюк Ірина Сергіївна
Ірина Сергіївна Довгалюк (нар. 29 листопада 1959, м. Львів) — українська етномузикознавиця, педагогиня, доцентка, доктор мистецтвознавства.

## Життєпис[2]
Навчалася в Івано-Франківській музичній школі №1 (1974), Івано-Франківському музичному училищі імені Дениса Січинського (1979, теоретичний відділ, клас Ольги Кравців) та на історико-теоретичному факультеті Львівської державної консерваторії імені Миколи Лисенка під керівництвом Юрія Сливинського (1984).
Кандидатка мистецтвознавства (1998). Тема дисертації "Осип Роздольський в історії музичної фольклористики" (науковий керівник професор Богдан Луканюк).
Доктор мистецтвознавства (2017). Наукова робота "Фонографування народної музики в Україні: історія, методологія, тенденції".
У 1985-1995 роках працювала у Львівському музично-педагогічному училищі імені Філарета Колесси (концертмейстерка, викладачка музично-теоретичних дисциплін). З 1993 — асистентка, 2002 — доцентка, а з 2017 — професор кафедри української фольклористики Львівського національного університету імені Івана Франка. Водночас, з 1999 року— старша наукова співробітниця Проблемної науково-дослідної лабораторії музичної етнології, з 2001 по 2015 роки доцентка, а з 2017 — професор, завідувачка кафедри музичної фольклористики Львівської національної музичної академії імені Миколи Лисенка.
Із 1980 року учасниця фольклористичних експедицій у різні регіони Галичини. З 1993 року — керівниця фольклористичних експедиційних практик студентів-фольклористів ЛНУ ім. І. Франка, в ході яких обстежено понад сотню сіл головно Бойківщини. Бере участь у роботі всеукраїнських та міжнародних конференцій в Україні та за кордоном, є однією з організаторів молодіжних етномузикознавчих конференцій. 
Сфера наукових інтересів — історія етномузикознавства, етномузична педагогіка.
Викладає курси: "Музичний фольклор", "Вступ до етномузикології", "Історія етномузикології", "Методика викладання спеціальних дисциплін", "Основи наукових досліджень", проводить наукові семінари, керує курсовими, магістерськими, аспірантськими роботами. 

### Доробок
Ірина Довгалюк є авторкою понад сотні публікацій, серед яких дві монографії, навчальні програми, методичні рекомендації. Співупорядниця, редакторка збірників наукових статей та матеріалів. Учасниця індивідуальних та колективних проєктів з дослідження й опрацювання спадщини українських фольклористів, зокрема оцифрування й оприлюднення фонографічної народномузичної спадщини Осипа Роздольського та Філарета Колесси.

### Основні праці
- Музично-етнографічна діяльність Осипа Роздольського / загальна редакція Богдана Луканюка. Київ: Родовід, 1997. 49 с. з мап.
- Осип Роздольський: Музично-етнографічний доробок: монографія. Львів, 2000. 154 с.
- Фонографування народної музики в Україні:  історія, методологія, тенденції: монографія. Львів, 2016. 650 с. + іл.
- Родина Сапрунів — родина музикантів, співаків, громадських діячів // Український родовід / упорядник Адріана Огорчак. Львів, 2001. с. 76-79 [ співавтори Сергій Шнерх, Олександра Дацько]
- "Корпус українського фольклору" Етнографічної комісії Наукового товариства ім. Шевченка у Львові. // Етномузика. Львів, 2008. Число 4: збірка статей і матеріалів на честь 100-ї річниці збірника "Галицько-руських народних мелодій" Осипа Роздольського та Станіслава Людкевича / упорядник Ірина Довгалюк. С. 9—36. Наукові збірки ЛНМА ім. Лисенка; вип. 21
- Довгалюк Ірина. Галицькі колекції фонографічних валиків // Дев’ята конференція дослідників народної музики червоноруських (галицько-володимирських) та суміжних земель : Матеріали / Редактори-упорядники Б. Луканюк та Ю. Рибак. – Львів: Львівська національна музична академія ім. М. Лисенка, кафедра музичної фольклористики; Проблемна науково-дослідна лабораторія музичної етнології, 2010. – С. 71-84.
- Довгалюк Ірина. Фонографічні валики в архіві Філарета Колесси // Етномузика : Збірка статей та матеріалів / Упорядник Б. Луканюк. – Львів, 2011. – Ч. 7. – С. 101-115. – (Наукові збірки Львівської національної академії ім. М. Лисенка, вип. 26).
- Довгалюк Ірина. До історії Львівського філіалу Віденського фонограмархіву // Вісник Львівського університету. – Львів, 2015. – С. 92–99. – (Серія мистецтвознавство ; вип. 13, ч. 1).
- Довгалюк Ірина. Фонографічні записи української народної музики у Берлінському фонограмархіві // Етномузика. – Львів, 2015. – Вип. 11. – С. 17–28. – (Наукові збірки Львівської національної музичної академії ім. М. Лисенка; вип. 37).